# 김봉학 (1922년)
김봉학(金鳳鶴,1922~2001)은 재일교포 실업가, 제주은행 창업자, 대한YMCA연맹聯盟 이사장, 한·이스라엘경제협력협회 회장이었다. 본관은 김해로 아버지 김홍식金洪植과 어머니 황사라黃士羅 사이의 4남 가운데 장남으로 제주시 이도동에서 태어났고  천마물산, 천마목장, 천마학원, 퍼시픽랜드 등 제주 경제와 교육 발전, 지역 사회 발전에 커다란 공헌을 하였다. 2001년 1월 22일 일본 도쿄(東京) 자택에서 80세의 나이로 숙환으로 별세했다.

## 경력
- 1969년 제주은행 창립, 1969년부터 1976년, 1982년부터 1988년까지 두 차례에 걸쳐 은행장 역임
- 1974년 제주은행상호신용금고 설립
- 1978년 대한YMCA연맹 이사장
- 1988년 9월 제주상업고등학교를 인수했다.

## IMF금융위기 이후
1999년 7월에 대우 사태가 터지면서 2000년 말 김봉학과 아들들의 모든 제주은행 주식은 폐기됐다.  2001년 김봉학 별세했고  2002년 4월 아들  김성인(前제주은행장)도  스스로 목숨을 끊었다.